# Eliot Matazo
Eliot Matazo (* 15. února 2002) je belgický profesionální fotbalista, který hraje na pozici záložníka za anglický klub Hull City AFC.

## Klubová kariéra

### Monaco
Matazo debutoval profesionálně za AS Monaco 27. září 2020 v zápase Ligue 1 proti RC Strasbourg. 9. května 2021 vstřelil svůj první gól v Ligue 1 při venkovní výhře 1:0 nad Remeší.

#### Hostování v Antverpách
Dne 1. února 2024 byl Matazo zapůjčen Royal Antverpy do konce sezóny.

### Hull City
Dne 24. ledna 2025 se Matazo za nezveřejněný poplatek připojil ke klubu EFL Championship Hull City a podepsal smlouvu na tři a půl roku s opcí na další rok. Debutoval ve stejný den, kdy v 55. minutě střídal Matta Crookse při venkovní výhře 3:0 proti Sheffieldu United. Svůj první gól za klub vstřelil 1. února 2025 při domácí prohře 1:2 se Stoke City.

## Reprezentační kariéra
Matazo se narodil v Belgii konžskému otci a keňské matce. Je mládežnickým reprezentantem Belgie, hrál i za belgickou reprezentaci do 21 let.

## Statistiky

### Klubové
Platí k zápasu hranému 1. února 2025.
| Klub                       | Sezóna            | Liga               | Liga   | Liga | Národní pohár | Národní pohár | Ligový pohár | Ligový pohár | Kontinentální | Kontinentální | Ostatní | Ostatní | Celkově | Celkově |
| Klub                       | Sezóna            | Soutěž             | Zápasy | Góly | Zápasy        | Góly          | Zápasy       | Góly         | Zápasy        | Góly          | Zápasy  | Góly    | Zápasy  | Góly    |
| -------------------------- | ----------------- | ------------------ | ------ | ---- | ------------- | ------------- | ------------ | ------------ | ------------- | ------------- | ------- | ------- | ------- | ------- |
| Monaco                     | 2020/21           | Ligue 1            | 10     | 1    | 4             | 0             | —            | —            | —             | —             | —       | —       | 14      | 1       |
| Monaco                     | 2021/22           | Ligue 1            | 18     | 0    | 4             | 0             | —            | —            | 6             | 0             | —       | —       | 28      | 0       |
| Monaco                     | 2022/23           | Ligue 1            | 23     | 1    | 1             | 0             | —            | —            | 5             | 0             | —       | —       | 29      | 1       |
| Monaco                     | 2023/24           | Ligue 1            | 6      | 0    | 0             | 0             | —            | —            | —             | —             | —       | —       | 6       | 0       |
| Monaco                     | 2024/25           | Ligue 1            | 3      | 0    | 1             | 0             | —            | —            | 3             | 0             | —       | —       | 7       | 0       |
| Monaco                     | Celkově           | Celkově            | 60     | 2    | 10            | 0             | —            | —            | 14            | 0             | —       | —       | 84      | 2       |
| Royal Antverpy (hostování) | 2023/24           | Jupiler Pro League | 10     | 1    | 0             | 0             | —            | —            | —             | —             | —       | —       | 10      | 1       |
| Hull City                  | 2024/25           | EFL Championship   | 2      | 1    | —             | —             | —            | —            | —             | —             | —       | —       | 2       | 1       |
| Celkově v kariéře          | Celkově v kariéře | Celkově v kariéře  | 72     | 4    | 10            | 0             | —            | —            | 14            | 0             | 0       | 0       | 96      | 4       |